# فرودگاه شه‌ین
فرودگاه شه‌ین (به انگلیسی: Tchien Airport) یک فرودگاه با کد یاتا THC است. این فرودگاه در کشور لیبریا قرار دارد.